# Voorzitter van het Federal Reserve System
De voorzitter van het Federal Reserve System, vaak aangeduid als de voorzitter van de Fed, staat aan het hoofd van het Federal Reserve System, het centrale banksysteem van de Verenigde Staten. De voorzitter is de 'active executive officer' van het bestuur van bestuurders van het bankensysteem.

## Benoeming
De basis voor de Federal Reserve werd in 1913 gelegd en Charles Hamlin werd de eerste voorzitter. In een nieuwe bankwet van 1935 werd bepaald dat de voorzitter en de overige zeven governors worden benoemd door de Amerikaanse president en de keuze moet vooraf worden bevestigd door de Amerikaanse Senaat. Ze worden benoemd voor een periode van maximaal 14 jaar. De voorzitter en vicevoorzitter worden gekozen uit de Board of Governors voor een periode van vier jaar. Deze benoemingen moeten ook door de Senaat worden goedgekeurd.
Na de termijn van vier jaar kan de benoeming worden verlengd. Eenmaal voorzitter af komt het zelden voor dat de oud-voorzitter weer terugkeert in de Board of Governors, ook al is de volledige termijn van 14 jaar nog niet verstreken. Marriner Eccles is de enige die dat deed.

## Verantwoording
In de wet is verder vastgelegd dat de voorzitter tweemaal per jaar voor het Amerikaanse congres verschijnt. In de even jaren verschijnt de voorzitter voor de Committee on Banking and Financial Services van het Huis van Afgevaardigden en in oneven jaren voor de Committee on Banking, Housing, and Urban Affairs van de Senaat. De voorzitter legt een verklaring af en beantwoordt vragen van de commissieleden.
| Nr.   | Ambtsbekleder                         | Ambtsbekleder     | Ambtsbekleder                 | Ambtstermijn      | Ambtstermijn      | Partij(en) | President(en)              |
| ----- | ------------------------------------- | ----------------- | ----------------------------- | ----------------- | ----------------- | ---------- | -------------------------- |
| [ 3 ] |                                       | William McAdoo    | William McAdoo (1863–1941)    | 23 december 1913  | 10 augustus 1914  | D          | Woodrow Wilson (1914–1921) |
| 1     |                                       | Charles Hamlin    | Charles Hamlin (1861–1938)    | 10 augustus 1914  | 10 augustus 1916  | D          | Woodrow Wilson (1914–1921) |
| 2     |                                       | William Harding   | William Harding (1864–1930)   | 10 augustus 1916  | 10 augustus 1922  | D          | Woodrow Wilson (1914–1921) |
| 2     | Warren Harding (1921–1923)            | William Harding   | William Harding (1864–1930)   | 10 augustus 1916  | 10 augustus 1922  | D          |                            |
|       | Vacant                                |                   |                               |                   |                   |            |                            |
| 3     |                                       | Daniel Crissinger | Daniel Crissinger (1860–1942) | 1 mei 1923        | 15 september 1927 | D          |                            |
| 3     | Calvin Coolidge (1923–1929)           | Daniel Crissinger | Daniel Crissinger (1860–1942) | 1 mei 1923        | 15 september 1927 | D          |                            |
|       | Vacant                                |                   |                               |                   |                   |            |                            |
| 4     |                                       | Roy Young         | Roy Young (1882–1960)         | 4 oktober 1927    | 31 augustus 1930  | R          |                            |
| 4     | Herbert Hoover (1929–1933)            | Roy Young         | Roy Young (1882–1960)         | 4 oktober 1927    | 31 augustus 1930  | R          |                            |
|       | Vacant                                |                   |                               |                   |                   |            |                            |
| 5     |                                       | Eugene Meyer      | Eugene Meyer (1875–1959)      | 16 september 1930 | 10 mei 1933       | R          |                            |
| 5     | Franklin Delano Roosevelt (1933–1945) | Eugene Meyer      | Eugene Meyer (1875–1959)      | 16 september 1930 | 10 mei 1933       | R          |                            |
|       | Vacant                                |                   |                               |                   |                   |            |                            |
| 6     |                                       | Eugene Black      | Eugene Black (1873–1934)      | 19 mei 1933       | 15 augustus 1934  | O          |                            |
|       | Vacant                                |                   |                               |                   |                   |            |                            |
| 7     |                                       | Marriner Eccles   | Marriner Eccles (1890–1977)   | 15 november 1934  | 1 februari 1948   | R          |                            |
| 7     | Harry S. Truman (1945–1953)           | Marriner Eccles   | Marriner Eccles (1890–1977)   | 15 november 1934  | 1 februari 1948   | R          |                            |
|       | Vacant                                |                   |                               |                   |                   |            |                            |
| 8     |                                       | Thomas McCabe     | Thomas McCabe (1893–1982)     | 15 april 1948     | 1 april 1951      | R          |                            |
| 9     |                                       | Bill Martin       | Bill Martin (1906–1998)       | 1 april 1951      | 1 februari 1970   | D          |                            |
| 9     | Dwight D. Eisenhower (1953–1961)      | Bill Martin       | Bill Martin (1906–1998)       | 1 april 1951      | 1 februari 1970   | D          |                            |
| 9     | John F. Kennedy (1961–1963)           | Bill Martin       | Bill Martin (1906–1998)       | 1 april 1951      | 1 februari 1970   | D          |                            |
| 9     | Lyndon B. Johnson (1963–1969)         | Bill Martin       | Bill Martin (1906–1998)       | 1 april 1951      | 1 februari 1970   | D          |                            |
| 9     | Richard Nixon (1969–1974)             | Bill Martin       | Bill Martin (1906–1998)       | 1 april 1951      | 1 februari 1970   | D          |                            |
| 10    |                                       | Arthur Burns      | Arthur Burns (1904–1987)      | 1 februari 1970   | 8 maart 1978      | R          |                            |
| 10    | Gerald Ford (1974–1977)               | Arthur Burns      | Arthur Burns (1904–1987)      | 1 februari 1970   | 8 maart 1978      | R          |                            |
| 10    | Jimmy Carter (1977–1981)              | Arthur Burns      | Arthur Burns (1904–1987)      | 1 februari 1970   | 8 maart 1978      | R          |                            |
| 11    |                                       | William Miller    | William Miller (1925–2006)    | 8 maart 1978      | 6 augustus 1979   | D          |                            |
| 12    |                                       | Paul Volcker      | Paul Volcker (1927–2019)      | 6 augustus 1979   | 11 augustus 1987  | D          |                            |
| 12    | Ronald Reagan (1981–1989)             | Paul Volcker      | Paul Volcker (1927–2019)      | 6 augustus 1979   | 11 augustus 1987  | D          |                            |
| 13    |                                       | Alan Greenspan    | Alan Greenspan (1926)         | 11 augustus 1987  | 1 februari 2006   | R          |                            |
| 13    | George H.W. Bush (1989–1993)          | Alan Greenspan    | Alan Greenspan (1926)         | 11 augustus 1987  | 1 februari 2006   | R          |                            |
| 13    | Bill Clinton (1993–2001)              | Alan Greenspan    | Alan Greenspan (1926)         | 11 augustus 1987  | 1 februari 2006   | R          |                            |
| 13    | George W. Bush (2001–2009)            | Alan Greenspan    | Alan Greenspan (1926)         | 11 augustus 1987  | 1 februari 2006   | R          |                            |
| 14    |                                       | Ben Bernanke      | Ben Bernanke (1953)           | 1 februari 2006   | 1 februari 2014   | R          |                            |
| 14    | Barack Obama (2009–2017)              | Ben Bernanke      | Ben Bernanke (1953)           | 1 februari 2006   | 1 februari 2014   | R          |                            |
| 15    |                                       | Janet Yellen      | Janet Yellen (1946)           | 1 februari 2014   | 1 februari 2018   | D          |                            |
| 15    | Donald Trump (2017–2021)              | Janet Yellen      | Janet Yellen (1946)           | 1 februari 2014   | 1 februari 2018   | D          |                            |
|       | Vacant                                |                   |                               |                   |                   |            |                            |
| 16    |                                       | Jerome Powell     | Jerome Powell (1953)          | 5 februari 2018   | heden             | R          |                            |
| 16    | Joe Biden (2021–2025)                 | Jerome Powell     | Jerome Powell (1953)          | 5 februari 2018   | heden             | R          |                            |
| 16    | Donald Trump (2025–heden)             | Jerome Powell     | Jerome Powell (1953)          | 5 februari 2018   | heden             | R          |                            |